# Cat's in the Bag...
«Cat's in the Bag...» es el segundo episodio de la primera temporada de la serie de televisión estadounidense de drama Breaking Bad. Escrito por Vince Gilligan y dirigido por Adam Bernstein, se emitió en AMC en los Estados Unidos y Canadá el 27 de enero de 2008.

## Trama
Walt y Jesse regresan la caravana a la casa de Jesse, que anteriormente era propiedad de la tía fallecida de Jesse. Cuando abren la caravana para quitar los dos cuerpos, notan que Krazy-8 todavía está respirando. El inconsciente Krazy-8 es llevado al sótano y asegurado a un poste con un candado de bicicleta alrededor de su cuello. Walt sugiere que deberían usar ácido fluorhídrico para disolver el cadáver de Emilio Koyama para que no deje evidencia. Walt y Jesse deben deshacerse del cadáver y matar a Krazy-8, y lanzan una moneda para ver quién hará qué tarea. Jesse gana y elige deshacerse del cadáver, dejando que Walt mate a Krazy-8.
Walt le ordena a Jesse que compre un contenedor hecho de polietileno en el que el cadáver se pueda disolver adecuadamente, pero Jesse no puede encontrar un contenedor lo suficientemente grande como para acomodarlo. Walt está pensando en sofocar a Krazy-8, pero termina dándole agua, comida y suministros para el baño. Cuando Jesse regresa a casa y le pregunta cómo fue el asesinato, Walt promete encargarse de Krazy-8 al día siguiente. Mientras tanto, Skyler (Anna Gunn) comienza a sospechar que Walt está haciendo algo en secreto. Encuentra la dirección de Jesse en línea y le pregunta a Walt quién es él. Walt inventa una mentira diciendo que Jesse le vende marihuana. Skyler se enfrenta a Jesse mientras intenta deshacerse de Emilio, advirtiéndole que su cuñado es un agente de la DEA. Skyler no nota el cadáver.
Jesse no encuentra el recipiente de plástico específico que Walt le indicó que usara, por lo que decide disolver el cadáver en su bañera. Sin embargo, la bañera de cerámica y metal se disuelve con el ácido fluorhídrico junto con el cuerpo y hace que el techo debajo de él se colapse, seguido de los restos licuados de Emilio. Walt le dice a Jesse que el ácido fluorhídrico disuelve cualquier cosa, excepto el plástico. Mientras tanto, dos niños nativos americanos juegan en el desierto y encuentran la máscara antigás de Walt.

## Producción
El episodio fue escrito por Vince Gilligan y dirigido por Adam Bernstein; se emitió por AMC en los Estados Unidos y Canadá el 27 de enero de 2008.

## Recepción de la crítica
El episodio fue aclamado por la crítica. Seth Amitin de IGN le dio al episodio una calificación de 9.6 de 10 comentando: «Es extraño, pero hay una gran química entre estos tres personajes, como si fueran piezas de un rompecabezas y sus bordes irregulares ni siquiera están cerca de coincidir, pero encajan de alguna manera». Donna Bowman de The A.V. Club le dio al episodio una A-, diciendo: «Al final del poderoso estreno de la semana pasada, pensé: Bueno, todo cuesta abajo desde aquí... me resultó difícil imaginar que un episodio así pudiera mantenerse al borde del tono psicótico del estreno».

## Significado del título
El título del episodio es parte de una línea de la película de 1957 Sweet Smell of Success, en la que un personaje informa que resolvió un problema. Significa que Walt y Jesse capturan a Krazy-8 y lo encierran en el sótano.
J.J. Hunsecker: Eso significa que tienes un plan. ¿Puedes entregar?
Sidney Falco: Esta noche, antes de irte a la cama. El gato está en la bolsa y la bolsa en el río.